# Mascarville
 Mascarville  es una población y comuna francesa, en la región de Mediodía-Pirineos, departamento de Alto Garona, en el distrito de Toulouse y cantón de Caraman.

## Demografía
| 132 | 117 | 82 | 74 | 98 | 139 |
| Para los censos de 1962 a 1999 la población legal corresponde a la población sin duplicidades (Fuente: INSEE [Consultar]) |     |    |    |    |     |

## Monumentos

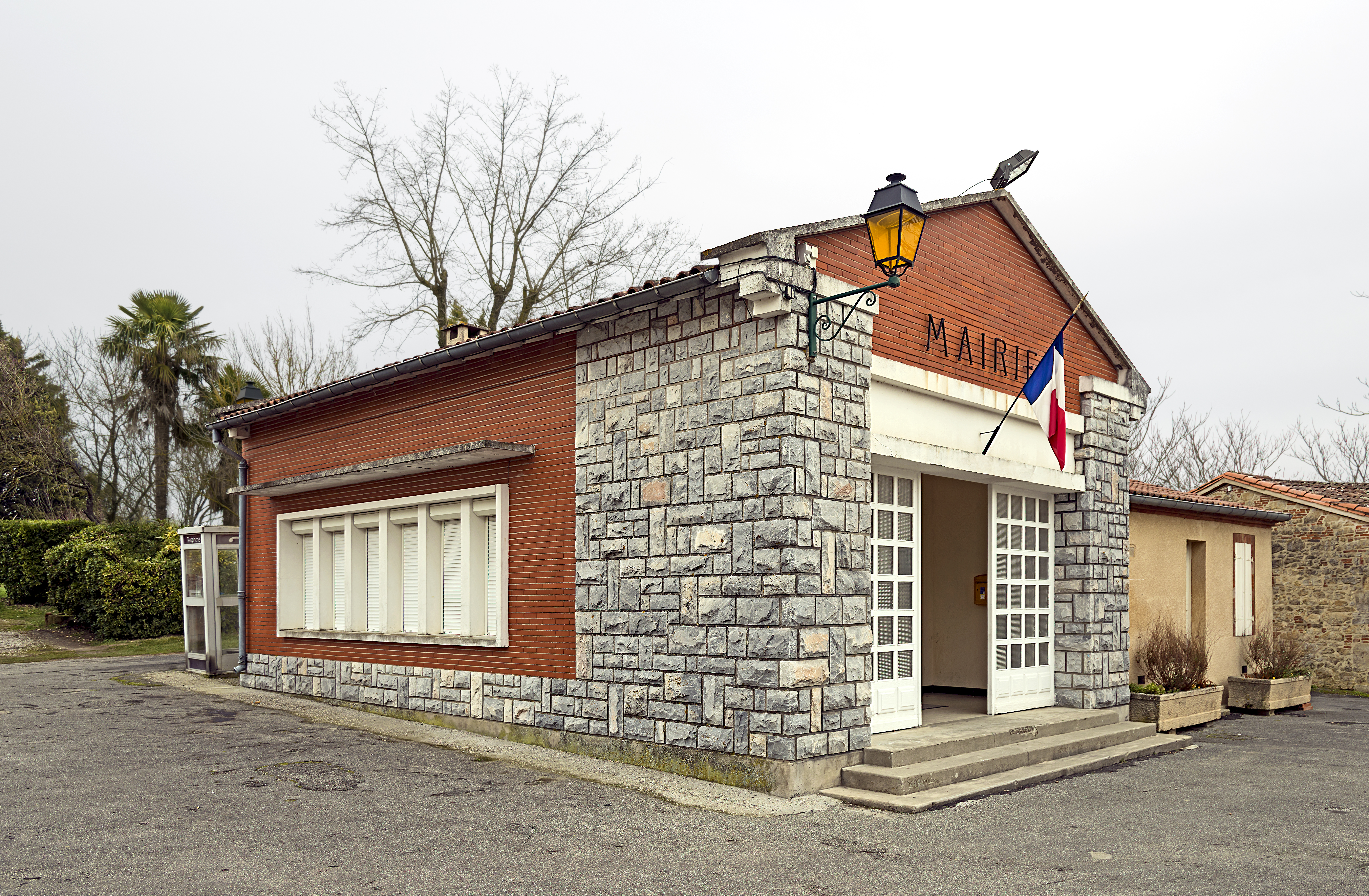
El ayuntamiento.
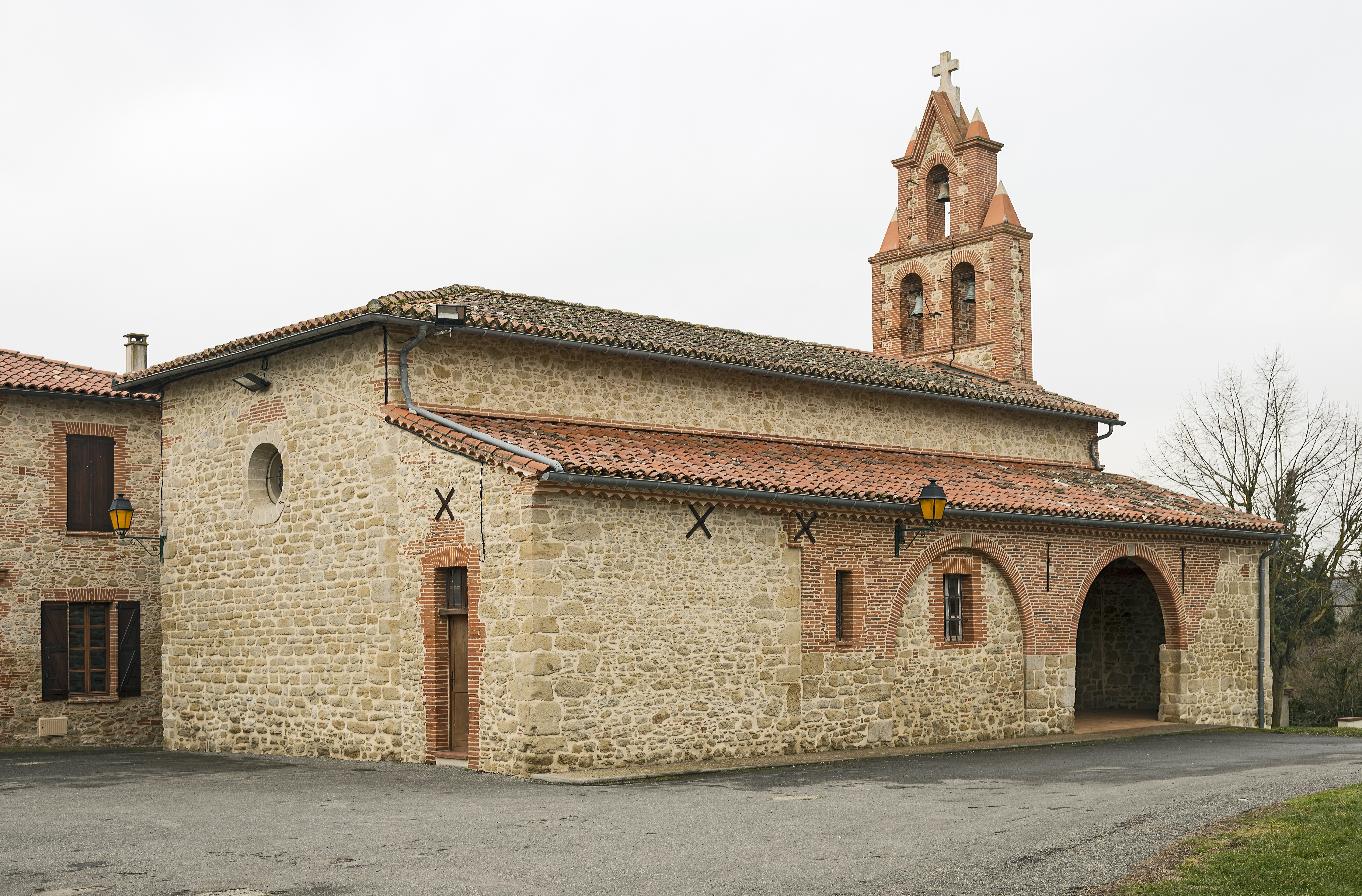
La Iglesia.
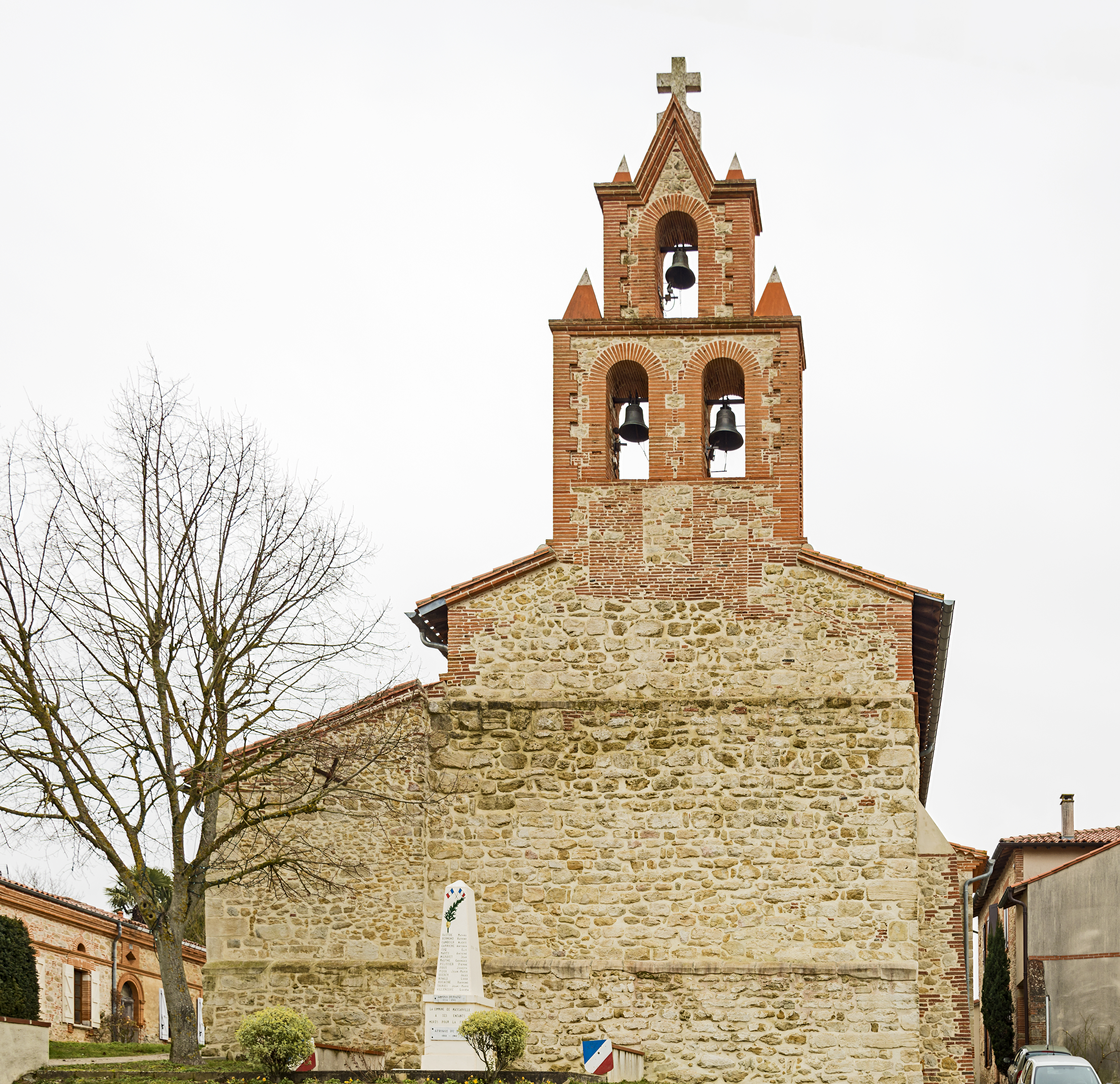
La torre del campanario.